# Taoufik Cheikhrouhou
Pour les articles homonymes, voir Famille Cheikhrouhou.
Taoufik Cheikhrouhou, né le 21 décembre 1944, est un homme politique tunisien.

## Biographie
Taoufik Cheikhrouhou est licencié en droit.
Du 7 novembre 1987 au 27 septembre 1989, il est ministre des Affaires sociales. Le 11 avril 1989, il est nommé secrétaire général du gouvernement. Il occupe ce poste jusqu'au 20 février 1991, date à laquelle il devient ministre de la Formation professionnelle et de l'Emploi. Il le reste jusqu'au 9 juin 1992.